# Аллен (Техас)
Аллен (англ. Allen) — місто (англ. city) в США, в окрузі Коллін штату Техас. Населення — 104 627 осіб (2020).

## Географія
Аллен розташований за координатами 33°6′26″ пн. ш. 96°40′29″ зх. д. / 33.10722° пн. ш. 96.67472° зх. д. (33.107224, -96.674676).  За даними Бюро перепису населення США в 2010 році місто мало площу 68,36 км², з яких 68,10 км² — суходіл та 0,26 км² — водойми.

## Демографія
Згідно з переписом 2010 року, у місті мешкало 84 246 осіб у 27 870 домогосподарствах у складі 22 752 родин. Густота населення становила 1232 особи/км².  Було 28877 помешкань (422/км²).
Расовий склад населення:
| - 72,0 % — білих - 12,9 % — азіатів - 8,4 % — чорних або афроамериканців - 0,5 % — корінних американців - 0,1 % — вихідців з тихоокеанських островів - 3,2 % — осіб інших рас |

До двох чи більше рас належало 2,9 %. Частка іспаномовних становила 11,2 % від усіх жителів.
За віковим діапазоном населення розподілялося таким чином: 32,5 % — особи молодші 18 років, 62,0 % — особи у віці 18—64 років, 5,5 % — особи у віці 65 років та старші. Медіана віку мешканця становила 34,7 року. На 100 осіб жіночої статі у місті припадало 96,5 чоловіків;  на 100 жінок у віці від 18 років та старших — 92,6 чоловіків також старших 18 років.
Середній дохід на одне домашнє господарство  становив 123 374 долари США (медіана — 103 051), а середній дохід на одну сім'ю — 131 714 долари (медіана — 113 559). Медіана доходів становила 83 206 доларів для чоловіків та 52 334 долари для жінок. За межею бідності перебувало 5,5 % осіб, у тому числі 6,9 % дітей у віці до 18 років та 1,3 % осіб у віці 65 років та старших.
Цивільне працевлаштоване населення становило 48 060 осіб. Основні галузі зайнятості: освіта, охорона здоров'я та соціальна допомога — 20,5 %, науковці, спеціалісти, менеджери — 15,3 %, виробництво — 12,3 %, роздрібна торгівля — 12,1 %.